# August Unger
August Unger (* 24. März 1869 in Kemlitz; † 10. Dezember 1945 in Berlin-Zehlendorf) war ein deutscher Maler, der vor allem durch Innenraumgestaltung mittels Wandmalerei und Glasmalerei bekannt wurde. Daneben betätigte er sich als Werbe- und Gebrauchsgrafiker.

## Leben
1895 wurde er von der noch nicht zu Berlin gehörenden Gemeinde Schönberg beauftragt, eine großformatige reich verzierte und kalligraphierte Glückwunschadresse auf Pergament anlässlich des 80. Geburtstags des Alt-Reichskanzlers Otto Fürst von Bismarck am 1. April zu fertigen, deren Außenblatt eine polychrome Vedute des alten Rathauses Schöneberg und das Wappen Bismarcks zierte. 1898 war er Preisträger beim ersten Preisausschreiben von Ludwig Stollwerck für Entwürfe von Stollwerck-Sammelbildern im Jahre 1898. Preisrichter waren die Professoren Emil Doepler d. J., Woldemar Friedrich, Bruno Schmitz und Franz Skarbina aus Berlin sowie ein Teilhaber der Firma Stollwerck.
Weitere Preisträger waren Adolf Münzer aus München, Oskar Zwintscher aus Meissen, Gustav Adolf Closs aus Stuttgart, A. Haas aus München, W. Wulff aus Karlsruhe, Helene Schulz aus Berlin, Hans Anker aus Berlin, A. Bauer jr. aus Düsseldorf, P.O. Engelhard aus München, A. Höfer aus München, A. Klingner aus Berlin, H. Krause aus Berlin, E. Neumann aus München, F.P. Schmidt aus Dresden, Ad. Wagner aus Kassel und P. Wendling aus Friedenau.
Bei einem Plakat-Entwurf-Wettbewerb in Hannover gewann er 1903 für den Entwurf eines Plakats mit einem Elefantenmotiv für Dr. Oetkers Backpulver einen ersten Preis.
Unger ließ 1906/07 von Bruno Schmitz in der Prinz-Friedrich-Leopold-Straße Nr. 30 in Berlin-Nikolassee die „Villa Unger“ erbauen.
In der Galerie Keller & Reiner (Berlin) nahm Unger 1911 an der ersten Ausstellung des Künstlerbundes für Glasmalerei und Glasmosaik teil, zu dessen Mitgliedern neben Unger auch Max Pechstein, Peter Behrens, Bruno Paul, und César Klein zählten. Als „ausführende Anstalten“ waren dem Künstlerbund die Firmen Puhl & Wagner sowie Gottfried Heinersdorff Kunstanstalt (später mit Puhl & Wagner fusioniert) angeschlossen.

## Werke
- 1895: Glückwunschadresse der Gemeinde Schöneberg bei Berlin an den Fürsten Bismarck anlässlich dessen 80. Geburtstages (Deckfarbenmalerei auf Pergament)
- 1902: Darstellung der Mutter Erde, „Spenderin aller Nahrung und allen Lebens“, für eine Präsentation der Firma Stollwerck auf einer Gewerbeausstellung in Düsseldorf.[5]
- 1906: Glasmalereien und Glasmosaikfries im Weinhaus Rheingold in Berlin.[6]
- 1907–1911: Foyerfenster des Rathauses in Kiel.[6]
- 1910–1911: Decken- und Wandmalereien im Stadttheater Bremerhaven.[7]
- 1911: Innengestaltung der Synagoge an der Fasanenstraße in Berlin.[6]
- Vor 1913: Fenster des Völkerschlachtdenkmal in Leipzig.[6]
- 1912/13: Kassettendecke im Betsaal des Jüdischen Waisenhauses in Berlin-Pankow.[8]